# Jesse Stone: Verlorene Unschuld
Jesse Stone: Verlorene Unschuld (Originaltitel: Jesse Stone: Innocents Lost) ist die siebte Folge der bislang neunteiligen Fernsehfilmreihe Jesse Stone.

## Handlung
Stadtrat Hanson hat seinen Schwiegersohn William Butler zum Polizeichef von Paradise ernennen lassen, und Jesse Stone ist ohne Abfindung definitiv entlassen, auch wenn er es noch nicht wahrhaben will. Als bekannt wird, dass Cindy Van Aldan, eine junge Frau, die er früher kennengelernt hatte und für die er sich verantwortlich fühlte, Selbstmord begangen haben soll, mischt er sich gegen den Willen des neuen Polizeichefs, den er nicht ausstehen kann, ein, da dieser nicht in einem Mordfall ermitteln will, weil das unerwünschte Schlagzeilen brächte. Er lässt sich von seinem Freund Captain Healy wieder als Berater für das Morddezernat von Boston anstellen. Dort galt in einem Raubmord zwar ein junger Mann als überführt, doch Captain Healy zweifelt an seiner Schuld. Jesse kann Healys Zweifel bestätigen und findet heraus, warum der junge Mann zwar seine Unschuld beteuerte, aber sich weigerte sein Alibi zu nennen, um sich zu entlasten: Er hatte zeitgleich mit dem Raubmord andernorts eine junge Frau vergewaltigt. 
Captain Healy erfährt, dass Jesse Stone seine Dienstmarke für Ermittlungen im Todesfall von Cindy Van Aldan missbraucht hat, weil Betroffene sich beschweren, und so verliert Stone auch diese Anstellung, wobei Healy hierdurch eher versucht, Stone vor den Folgen seines Handelns zu schützen. Aber seinem „Bulleninstinkt“ folgend, findet Stone heraus, dass Cindy Van Aldan in einer dubiosen Bostoner Sucht-Klinik von einem Pfleger drogenabhängig gemacht und danach zur Prostitution genötigt worden ist. Jesse erfährt von Gino Fish und Schwester Marie John, dass dieser Pfleger ein skrupelloser russischer Mafioso namens Siminov ist, der mit dieser „Masche“ wiederholt junge Frauen zur Prostitution gezwungen hat. Jesse stellt ihm eine Falle, indem er vorgibt, die Dienste einer „jungen russischen Frau“ zu suchen. Er bemächtigt sich Siminovs, schickt die vermeintliche Russin, die eine amerikanische Jugendliche ist, weg und versucht ihn mit Drohungen einzuschüchtern. Captain Healy warnt Jesse, der Menschenhändler sei äußerst gefährlich und werde sich rächen wollen. Darauf hatte jedoch Jesse spekuliert: Im „Showdown“ erschießt er Siminov, als dieser in sein Haus eindringt, um ihn zu töten.
In der Nebenhandlung hat sich Jesse Stone auf eine Affäre mit Thelma Gleffey eingelassen, die Hastys Sekretärin ist und nebenberuflich als Sängerin arbeitet; aus der Affäre entwickelt sich Freundschaft und ein Anfang von Liebe, auch wenn Jesse Stone über seine Exfrau noch nicht hinweggekommen ist. Jesse muss aber auch betrübt feststellen, dass er nach seiner Entlassung den Kontakt zu seinen Freunden verloren hat: Sowohl Rose Gammon als auch Luther Simpson haben, wie zu erwarten war, gekündigt. Rose hat sich scheiden lassen, ihr Haus verkauft und ist weggezogen. Bitter stößt ihm auf, dass Cindy Van Aldan kurz vor ihrem Tod ihn vergeblich telefonisch zu erreichen versucht hatte.

## Hintergrund
Die Handlung des siebten Films der Reihe ist zwischen Ohne Reue und Im Zweifel für den Angeklagten angesiedelt. D’Angelo, Dr. Dix und Dr. Perkins und Molly Crane haben in dieser Episode nur noch eine Nebenrolle oder treten nicht mehr in Erscheinung.
Nach seiner Scheidung und seiner Entlassung wegen Trunkenheit im Dienst beim Morddezernat des Los Angeles Police Departments findet Jesse Stone seine für ihn letzte Anstellung als Polizeichef in Paradise, Massachusetts, einem kleinen und scheinbar ruhigen Hafenstädtchen in Neuengland, unweit von Boston. Trotz seiner Alkoholprobleme wird er vom Stadtrat zum neuen Polizeichef (Chief) ernannt. Allerdings stellt sich schnell heraus, dass das Leben in Paradise keineswegs so himmlisch und gewaltfrei ist, wie Jesse Stone gehofft hat, zumal die Mehrheit des Stadtrats sich zur Ernennung von Stone vom Geschäftsmann und ehemaligen Bankier Hastings „Hasty“ Hathaway überreden ließ, weil er ihn mag. 
Jesse Stone ist Vorgesetzter eines kleinen Teams: Molly Crane, später Rose Gammon, und Luther „Suitcase“ Simpson, die schnell ihr Misstrauen gegen den vermeintlich sturen aber jovialen Alkoholiker überwinden und Freunde werden, sowie Anthony D’Angelo, der damit gerechnet hatte, zum Polizeichef ernannt zu werden. Der Stadtrat versucht sich immer wieder in die Arbeit seines neuen Polizeichefs einzumischen, sodass das Verhältnis von Anfang an sehr angespannt ist und sich erst mit der achten Folge der Fernsehfilmreihe (Jesse Stone: Im Zweifel für den Angeklagten) bessert. 
Captain Healy, der Leiter des Morddezernats des Staates Massachusetts, wird ein Freund des Polizeichefs, ebenso Dr. Dix, Psychiater und ehemaliger Polizist mit Alkoholproblemen. Dr. Perkins, ein Kinderarzt, wurde von Jesse Stone zum örtlichen Gerichtsmediziner ernannt. Weitere wiederkehrende und in die Handlungsstränge integrierte Charakter sind Jesse Stones Exfrau Jenn, mit der er telefonisch in Kontakt geblieben ist, der zwielichtige Geschäftsmann Gino Fish, und Schwester Mary John, eine Nonne, die sich für junge Frauen engagiert und eine „Liste mit guten und schlechten Menschen“ führt. 
Die Handlung der neun zwischen 2005 und 2015 realisierten Spielfilme folgt teilweise nur sehr lose den Romanen von Robert B. Parker. Am 18. Oktober 2015 wurde Jesse Stone: Lost in Paradise in Amerika erstausgestrahlt.

## Produktion
Produziert vom amerikanischen Fernsehsender CBS, wurde Innocents Lost an Drehorten in Halifax im kanadischen Nova Scotia realisiert.

## Ausstrahlung
Die Original-Erstausstrahlung des Fernsehfilms erfolgte im Mai 2011 auf dem amerikanischen Fernsehsender CBS. Im deutschsprachigen Fernsehen war der Film erstmals 2013 zu sehen. Bei den Wiederholungen auf verschiedenen deutschsprachigen Fernsehsendern wird Verlorene Unschuld üblicherweise als chronologisch siebter Film ausgestrahlt. 

## Kritiken
„Sein siebter Fall als raureifer Ermittler ist nicht der stärkste, aber Selleck hat ihn sich selbst geschrieben. Respekt.“

„Wie immer bewährt sich Jesse Stone, gespielt von Tom Selleck, auch in seinem siebten Fall als sturer Einzelkämpfer, der mit raubeinigem Charme und einigen Gläsern Whiskey seine Fälle löst.“